# Porojno (obwód Tyrgowiszte)
Porojno (bułg. Поройно) – wieś w Bułgarii, w obwodzie Tyrgowiszte, w gminie Antonowo. Według danych szacunkowych Ujednoliconego Systemu Ewidencji Ludności oraz Usług Administracyjnych dla Ludności, 15 czerwca 2020 roku miejscowość liczyła 16 mieszkańców.

## Osoby związane z miejscowością

### Urodzeni
- Jordan Spasow (1910–1984) – bułgarski aktor